# 穆利讷 (卡尔瓦多斯省)
穆利讷（法語：Moulines，法語發音：[mulin] ⓘ）是法国卡尔瓦多斯省的一个市镇，属于卡昂区。

## 地理
穆利讷（48°59'15"N, 0°20'15"W）面积9.38 平方千米，位于法国诺曼底大区卡爾瓦多斯省，该省份为法国西北部沿海省份，北濒大西洋英吉利海峡，东北与滨海塞纳省以海上边界相接，东临厄尔省，南至奧恩省，西与芒什省接壤。
与穆利讷接壤的市镇（或旧市镇、城区）包括：巴尔伯里、方丹勒潘、旧弗雷内、圣日耳曼勒瓦松、塞尼莱苏尔斯。

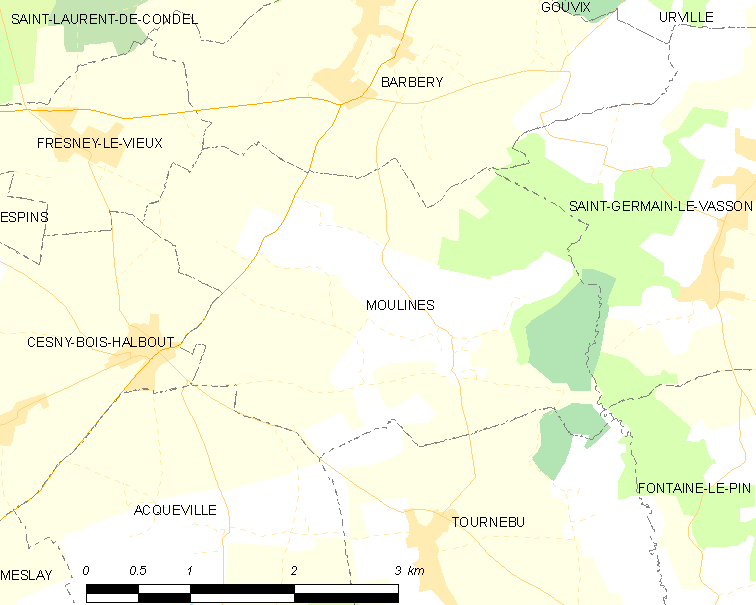
的OSM定位图

穆利讷的时区为UTC+01:00、UTC+02:00（夏令时）。

## 行政
穆利讷的邮政编码为14220，INSEE市镇编码为14455。

## 政治
穆利讷所属的省级选区为勒奥姆县。

## 人口

1962-2008年间人口变化图示

穆利讷于2022年1月1日时的人口数量为274人。